# Park 58
Park 58 is een natuurgebied tussen Albertstrand en Duinbergen in de Belgische gemeente Knokke-Heist.
Het gebiedje, dat nog geen 10 ha groot is, dankt zijn naam aan Expo 58, de in Brussel in 1958 gehouden wereldtentoonstelling. Een deel van het nog resterende duingebied werd toen ingericht als park en een ander deel bleef in natuurlijke staat. Het bestaat uit kalkrijke duinen met een bijzondere plantengroei, vooral op de duingraslanden. Geel zonneroosje, grote tijm, kuifhyacint, nachtsilene en kegelsilene komen er voor. Het gebied wordt beheerd door Natuurpunt.